# Jean Petit (futbolista)
Jean Petit (Toulouse, Francia, 25 de septiembre de 1949-23 de enero de 2024) fue un futbolista y entrenador de fútbol francés que jugó en la posición de centrocampista.

## Carrera

### Club
En la categoría juvenil jugó con en el Toulouse FC, pero a nivel profesional jugó toda su carrera con el AS Monaco de 1969 a 1982, equipo con el que anotó 76 goles en 428 partidos, fue dos veces campeón nacional de liga y una Copa de Francia.

### Selección nacional
Jugó para Francia U20 en una ocasión en 1968, a nivel de selección absoluta jugó en 12 ocasiones de 1977 a 1980 y anotó un gol en la victoria por 3-0 ante Luxemburgo el 25 de febrero de 1979 en París por la Clasificación para la Eurocopa 1980. Participó en la Copa Mundial de Fútbol de 1978.

### Entrenador
| Periodo | Club      |
| ------- | --------- |
| 1994    | AS Monaco |
| 2005    | AS Monaco |

## Logros

### Club
- Ligue 1 (2): 1978, 1982
- Copa de Francia (1): 1980

### Individual
- Futbolista Francés del Año por France Football en 1978.